# Erysimum baeticum
Erysimum baeticum är en korsblommig växtart som först beskrevs av Vernon Hilton Heywood, och fick sitt nu gällande namn av Adolf Polatschek. Erysimum baeticum ingår i släktet kårlar, och familjen korsblommiga växter. Inga underarter finns listade i Catalogue of Life.